# Cholapuram
Cholapuram es una ciudad y nagar Panchayat situada en el distrito de Thanjavur en el estado de Tamil Nadu (India). Su población es de 6803 habitantes (2011). Se encuentra a 21 km de Thanjavur y a 47 km de Kumbakonam.

## Demografía
Según el censo de 2011 la población de Cholapuram era de 6803 habitantes, de los cuales 3195 eran hombres y 3608 eran mujeres. Cholapuram tiene una tasa media de alfabetización del 89,65%, superior a la media estatal del 80,09%: la alfabetización masculina es del 94,27%, y la alfabetización femenina del 85,59%.